# ان‌جی‌سی ۱۷۲۸
ان‌جی‌سی ۱۷۲۸ (انگلیسی: NGC 1728) نام یک کهکشان در صورت فلکی جوی است.